# Journée du patrimoine mondial africain

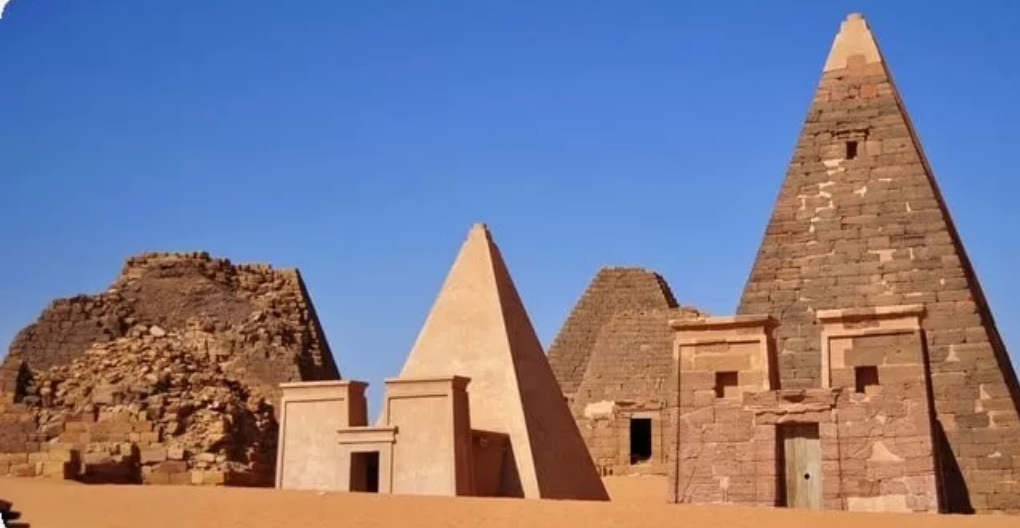
Patrimoine mondial de l'île de Méroé, pyramides kouchites.

Le 5 mai a été proclamé journée du patrimoine mondial africain lors de la 38e session de la Conférence générale de l'UNESCO, en novembre 2015, à la suite d'une proposition du Groupe africain. Cette journée représente l'occasion de célébrer le patrimoine culturel et naturel exceptionnel du continent africain. Elle constitue également le moment privilégié pour la sensibilisation des populations à la richesse, la valorisation et la préservation des sites africains inscrits sur la liste du patrimoine mondial. Lors de cette célébration, communautés locales, acteurs locaux et ONG sont invités à se mobiliser et à prendre part aux activités organisées par les États parties à la Convention concernant la protection du patrimoine mondial culturel et naturel de 1972. C'est également l'occasion pour les participants de s'équiper pour la création de revenus liés au patrimoine et de s'informer sur le processus requis pour l'inscription sur la liste.

## Thèmes
- 2016 : Les nouveaux enjeux du patrimoine culturel et naturel[4]
- 2017 : Équilibre entre conservation et développement durable[5]
- 2018 : Aimer le patrimoine mondial africain[6]
- 2019 : Patrimoine et innovation[1],[7]
- 2020 : Jeunesse, l'esprit d'entreprise et la durabilité du patrimoine en Afrique[8]
- 2021 : L’Afrique que nous voulons à travers le patrimoine mondial[9]
- 2022 : Jeunesse et technologies numériques pour la promotion et la sauvegarde du patrimoine africain[10]
- 2023 : Engager la jeunesse africaine dans l'action climatique pour la conservation du patrimoine mondial[11]
- 2024 : Sauvegarder le patrimoine de l'Afrique par l'éducation[12]